# Giro del Lazio 2005
Il Giro del Lazio 2005, settantunesima edizione della corsa e valida come evento dell'UCI Europe Tour 2005 categoria 1.HC. Si svolse il 6 agosto 2005 su un percorso di 210 km. Fu vinta dall'italiano Filippo Pozzato che giunse al traguardo con il tempo di 5h04'59", alla media di 41,31 km/h.
Partenza a Zagarolo con 118 ciclilsti, dei quali 76 portarono a termine il percorso.

## Ordine d'arrivo (Top 10)
| Pos. | Corridore             | Squadra        | Tempo    |
| ---- | --------------------- | -------------- | -------- |
| 1    | Filippo Pozzato       | Omega Pharma   | 5h04'59" |
| 2    | Murilo Fischer        | Aurum Hotels   | s.t.     |
| 3    | Krzysztof Szczawiński | Cer. Flaminia  | s.t.     |
| 4    | Danilo Di Luca        | Liquigas       | s.t.     |
| 5    | Maksim Iglinskij      | Domina Vacanze | s.t.     |
| 6    | Stefano Garzelli      | Liquigas       | s.t.     |
| 7    | Fortunato Baliani     | Colnago        | s.t.     |
| 8    | Massimiliano Mori     | Aurum Hotels   | s.t.     |
| 9    | Rinaldo Nocentini     | Acqua & Sap.   | s.t.     |
| 10   | Giuseppe Muraglia     | LPR Brakes     | s.t.     |